# Icicle (cómic)
Icicle (Carámbano en Latinoamérica) es el nombre de dos supervillanos ficticios que aparecen en los cómics publicados por DC Comics: Joar Mahkent y Cameron Mahkent (padre e hijo; para diferenciar entre los dos, se utilizan los sufijos Sénior y Júnior).
Una versión del personaje apareció en la quinta temporada de The Flash, interpretado por el actor Kyle Secor. Esta versión es Thomas Snow, quien es el padre de Caitlin Snow. Icicle también apareció en la primera temporada del programa de servicio de transmisión de DC Universe Stargirl como Jordan Mahkent, el principal antagonista y líder de la Sociedad de la Injusticia, interpretado por Neil Jackson, mientras que Hunter Sansone aparece como su hijo Cameron Mahkent.

## Biografías de los personajes ficticios

### Dr. Joar Mahkent
Cuando el renombrado físico europeo, el Dr. Joar Mahkent, llegó a Estados Unidos con su último descubrimiento científico, los espectadores en el muelle se sorprendieron al presenciar que el crucero de lujo en el que Mahkent viajaba de repente quedó congelado en el Muelle de Gotham.
Investigando este fenómeno, el Linterna Verde original (Alan Scott) se sorprendió al ver al Dr. Mahkent muerto a tiros en su camarote, aparentemente víctima de Lanky Leeds, un estafador notorio que presuntamente viajaba en el mismo barco. Así, cuando el criminal extrañamente disfrazado conocido como Icicle apareció en escena más tarde ese mismo día, empuñando un arma única capaz de congelar inmediatamente cualquier humedad en el aire, Linterna Verde presume que él era en verdad Lanky Leeds, que había robado la invención del Doctor Mahkent.
Después de varios encuentros frustrantes, Linterna Verde finalmente desenmascaró a Icicle como el mismo Joar Mahkent que, de hecho, había asesinado a Lanky Leeds, utilizando su pistola de rayos fríos para disfrazar temporalmente la cara de Leed como la suya. Intentando escapar de Linterna Verde, Icicle saltó de un edificio de 20 pisos y al parecer murió al caer en el río Gotham que estaba debajo.
En realidad, Icicle sobrevivió a su caída en el río, y volvió a plagar al gladiador esmeralda una y otra vez, llegando a ser un miembro de la segunda Sociedad de la Injusticia del Mundo del Mago que logró hipnotizar brevemente a la SJA. Durante sus crímenes patrióticos, Icicle robó el Monumento a Washington. Más tarde fue miembro fundador de los Campeones del Crimen de Dos Tierras, junto con el Mago y el Violinista, que se asoció con un trío de ladrones de la Tierra-1 después de que el Violinista descubrió accidentalmente una manera de viajar entre los mundos. Icicle cometió un robo de millones de dólares en la Tierra-2 y escapó Hourman y Doctor Destino. Fue derrotado por Doctor Destino mientras robaban un museo en la Tierra-1. La LJA y SJA fueron capturados y encarcelados en jaulas en el espacio por los Campeones del Crimen, pero escaparon con la ayuda de los Linternas Verdes. Todos los villanos fueron capturados.
Icicle encontró la muerte durante la Crisis en Tierras Infinitas, cuando él y varios otros supervillanos intentaron invadir el laboratorio del oano renegado conocido como Krona.
En la historia Batman: Hush se revela que cuando eran niños, Bruce Wayne y Thomas Elliot presenciaron una pelea entre Alan Scott y Icicle durante una visita en Metrópolis.
Joar Mahkent ha sido identificado como uno de los fallecidos enterrados debajo del Salón de la Justicia.

### James Christie y Doyle Christie
En Flash (volumen 2) #56-58 (1991–1992), el nieto de Joar Mahkent, James Christie, adopta brevemente el nombre y los métodos de su abuelo. Es atrapado por su hermana, Doyle Christie, quien se convierte brevemente en superheroína que opera bajo el mismo nombre.

### Cameron Mahkent
A diferencia de su padre, Cameron Mahkent no tiene necesidad de un "arma de fría", ya que la exposición prolongada de su padre al arma alteró su genética, permitiéndole transmitir biológicamente a su hijo la habilidad de congelar objetos y personas o bajar la temperatura de una habitación u otra área. La pigmentación de la piel de Cameron también se vio afectada, por lo que le parece ser albino.
Cameron se convirtió en el segundo Icicle poco antes de unirse al grupo de Injusticia Ilimitada del Mago. Fue durante el período de la miniserie de DC Legends (1986), el pueblo de los Estados Unidos se volvió contra sus héroes, y se hizo una ley para que nadie pueda operar legalmente llevando un traje. Esto no afectó mucho a los villanos, pues ya estaban violando la ley. Para el nuevo Icicle resultó un momento oportuno para unirse con otros súper-criminales. Se unió al Mago en su nueva Sociedad de la Injusticia - llamada Injusticia Ilimitada. El grupo se sobrepuso a la seguridad en la Conferencia de Comercio Internacional de Calgary, Canadá... es decir Infinity, Inc. y un contingente de los Guardianes Globales y obligó a los héroes a ayudar en algunos desastres. Icicle recibió la misión de encontrar y recuperar el hombre monstruo llamado Solomon Grundy. Llevó consigo a los todavía hipnotizados Icemaiden y Jade y que viajó al círculo polar ártico. Tuvieron éxito en la misión y trajeron de vuelta al gigante blanco a Calgary, justo a tiempo para interferir con los planes de escape del Mago. El plan de chantajear a los empresarios ricos se estropeó cuando Hourman (Rick Tyler) revivió y se liberó. En la confusión de la batalla, sin embargo, Cameron fue capaz de escapar. (Infinity Inc 35-37 1987)
Pocas semanas más tarde, se unió de nuevo con Artemis y Hazard, así como el nuevo Arlequín, el Dummy y Solomon Grundy. Dummy quería encabezar una Injusticia Ilimitada revivida y planeaba asesinar a los miembros de Infinity Inc. para hacerse un nombre por sí mismos. Su primer objetivo - Skyman - fue asesinado con éxito por el Arlequín y luego Icicle fue tras Brainwave Jr. Después de creer muerto al mutante mental, Icicle volvió a sus cohortes. Un plan fue tramado para traer a todos los restantes Infinitors a Stellar Studios y matarlos, un plan derrotado solo por la falta de voluntad de Hazard a cooperar, y la reaparición repentina de Brainwave Jr. y Jade (ambos habían sido dados por muertos). Icicle casi mató a Brainwave Jr. en un combate cuerpo a cuerpo, pero fue noqueado por Jade. Al final Cameron fue entregado a la policía. (Infinity Inc 51-53, 1988)
Más tarde, después de involucrarse en batalla contra de que la segunda Star-Spangled Kid, S.T.R.I.P.E. y Starman, se incorporó a la nueva Sociedad de la Injusticia, por invitación del Johnny Sorrow, quien lo liberó de su prisión. Durante Stealing Thunder, cuando la Ultra-Humanidad rehízo el mundo después de adquirir el control del Trueno de Johnny Thunderbolt, se vio obligado a ayudar a la "reserva SJA"- que consiste en Capitán Marvel, Hourman, el tercer Vengador Carmesí, Chica Poder, Sand y Jakeem Thunder - en contra de la Ultra-Humanidad, ya que eran las únicas personas libres en el mundo creado por la Ultra-Humanidad. Se le ofreció posteriormente una posición en la SJA por Sand, pero lo rechazó diciendo que sólo luchó con él por sus razones.
A Cameron no le importa el legado villano de la edad de oro de su padre. Se convirtió en un villano, no por herencia, sino porque no es un buen hombre. Él es un enemigo mucho más despiadado que su predecesor. Ha comenzado una relación con su compañera, Tigress.
Como parte de la historia "Public Enemies" de Superman/Batman, Icicle es parte de un ataque multi-villano sobre Superman y Batman de Washington D. C.. A pesar de trabajar con otros villanos de temática fría como Killer Frost y Capitán Frío y contar con el respaldo de los villanos el presidente Lex Luthor, Icicle y todos los villanos son derrotados a pierna suelta.
Durante la historia Infinite Crisis, Cameron apareció como miembro de Sociedad Secreta de Supervillanos de Alexander Luthor, Jr..
Un año después, es abordado por el Amo de los Espejos para unirse al Escuadrón Suicida para una misión.
En la portada de Justice League of America #13 (Vol.2), muestra a Icicle como un miembro de la nueva Liga de la Injusticia, aunque esto no fue corroborado por la historia.
Él puede verse como el miembro de Sociedad Secreta de Supervillanos de Libra.
Icicle y Tigress aparecen en la segunda aparición de "Hourman y Liberty Belle" en JSA All Stars. La historia los incluye alternativamente trabajando con y en contra de la pareja heroica en una búsqueda para localizar un artefacto mágico. Él y Tigress están esperando un bebé, que parece amenazar la salud de Tigress. Icicle está tratando de "reunir" dinero para tratamientos caros.

## Poderes y habilidades
El Icicle original tenía un arma que podía generar y controlar el hielo. Podía crear ráfagas de frío, misiles de hielo y paredes de hielo de la humedad ambiental.
El segundo Icicle puede generar y controlar el hielo; él puede crear ráfagas de frío, misiles de hielo y paredes de hielo de la humedad ambiente, así como formar aguanieve, nieve y lluvia helada.

## Otras versiones

### Justice League Adventures
Basado en el universo animado de DC, Icicle es parte de un grupo de villanos con temática de hielo llamada los "Guerreros Fríos" que trataron de derrocar a un pequeño país africano. Los Guerreros Fríos aparecen en Justice League Adventures #12 (diciembre de 2002).

### DC Super Friends
Basado en el universo de DC Super Friends, Icicle es parte de un grupo de villanos con temática de hielo llamado el "Grupo de Hielo" que encajonó una ciudad en hielo y nieve. El Grupo de Hielo aparece en DC Super Friends #16 (agosto de 2009).

### Flashpoint
En la línea de tiempo alternativa del evento Flashpoint, Icicle es miembro de los piratas de Deathstroke. Icicle ayudó a Deathstroke a atacar la flota de Warlord. Después de un ataque por Aquaman y el Amo del Océano, Sonar le pidió a Icicle que lo libere, lo que Icicle aceptó hacer. Después de que las naves de Warlord fueran destruidas por Jenny Blitz, Icicle se unió a un motín contra Deathstroke, pero Deathstroke y Blitz escucharon esto y mataron a los miembros de la tripulación por su traición. Icicle es asesinado cuando Blitz le hace explotar la cabeza.

## En otros medios

### Televisión
- La versión de los Super amigos de Icicle aparecido en el comercial de cereales "Los superhéroes crean un concurso para villanos" de los 1980s. Robin dice "¡Santos carámbanos!" y luego Icicle dispara su rayo congelante, pero Superman la desvía de vuelta hacia él con las manos.
- En Liga de la Justicia episodios "Leyendas", el Dr. Blizzard (con la voz de Corey Burton) está basado en el Icicle original. Él participa en un concurso donde el que ejecute el crimen más espectacular saldrá con el plan para destruir el Gremio de Justicia. Con los crímenes que giran alrededor de los elementos, el Dr. Blizzard roba la nueva fuente de la que el Alcalde de la Ciudad de Seaboard estaba cortando la cinta sólo para ir en contra de Flash y Sirena Negra. Él consigue congelar a Flash y Sirena Negra y los trae de vuelta a la guarida del Gremio de la Justicia en el que gana el concurso. El Dr. Blizzard organiza que la Casa de Moneda de la Ciudad de Seaboard sea robada por dirigible con Flash y Sirena Negra atados al exterior. Él y los otros miembros del Gremio de la Injusticia son derrotados en el final.
- En el episodio de dos partes de Smallville, "Justicia absoluta", un Joar vegetativo postrado en la cama (interpretado por Gardiner Millar) y Cameron Mahkent (interpretado por Wesley MacInnes) aparecen. Cameron es el responsable de la muerte de Star-Spangled Kid/Sylvester Pemberton, Sandman, y más tarde el Doctor Destino bajo las órdenes de Amanda Waller. Después de matar al Doctor Destino, Cameron robó su casco y fue a ver a su padre aún vegetativo. Después de revelar sus planes, él tiró del enchufe de su padre, matándolo, antes de ponerse el casco de Doctor Destino. Estrellándose en la Atalaya, comenzó una pelea con Hombre Halcón, Stargirl, Clark Kent y Flecha Verde antes de ser atacado por el repotenciado Detective Marciano. Debido a la habilidad del Detective Marciano de desvanecerse a través de los objetos, los poderes de Cameron eran inútiles y los miembros de la SJA y Liga de la Justicia derrotaron a Cameron. Hombre Halcón le dio el golpe final con su maza, sacándole el casco de Destino y regresando a Cameron a la normalidad. Cameron fue encarcelado posteriormente en una habitación calefaccionada en una instalación de Checkmate. Allí, Amanda Waller reveló que sus ataques contra la SJA había logrado exactamente lo que había previsto: reunir al equipo otra vez, parte de un plan para salvar al mundo de "un apocalipsis que viene." Cuando Cameron se quejó de que esto no era para lo que había firmado, Amanda Waller le disparó y al parecer lo mató, como una "bienvenida" al Escuadrón Suicida.
- Los dos Icicles aparecen en Young Justice con Cameron Mahkent con la voz de Yuri Lowenthal[6] y Joar Mahkent con la voz de James Remar. La versión de Cameron Mahkent de Icicle apareció por primera vez en "Día de la Independencia" aparece causando estragos en un puente en Star City hasta que es derrotado por Flecha Verde y Speedy. En "Terrores", la versión de Joar Mahkent de Icicle aparece donde él, su hijo, y los villanos basados en hielo (Killer Frost, Capitán Frío y Sr. Frío, en concreto) planean iniciar una fuga en Belle Reve. Icicle Jr. le menciona a un Superboy disfrazado que su padre se porta como un idiota con él. Una vez que la fuga y la toma de posesión se han hecho, Icicle Sr. hace que su hijo y un Superboy disfrazado rompan las paredes al lado de las mujeres. Superboy convence a Icicle Jr. de "mostrar algo de iniciativa". Durante este tiempo Icicle ayuda involuntariamente a Superboy e incluso le ayuda a luchar contra varios villanos, incluyendo comenzar una pelea con Sr. Frío. Poco después, descubre quién es Superboy realmente y afirma "mi padre me va a matar". Resulta que Icicle Sr. estaba confabulado con Hugo Strange ya que ambos se muestran asociados con la Luz (el Consejo de Administración del Proyecto Cadmus). En "Por debajo", Icicle Jr. aparece en Bialya con Psimon, Mammoth, Shimmer, y Devastation donde les asignan custodiar un cargamento de niños para el compañero de la Luz. Cuando Devastation derrota a Wonder Girl, Icicle Jr. le dice que ella no está sola. Mientras Psimon y Miss Martian tienen una batalla psíquica, él trata de matar a Miss Martian, diciendo que le rompió el corazón en Belle Reve. Antes de que Icicle pueda matarla, Psimon es derrotado por Bumblebee, permitiendo que Miss Martian se defienda lanzando a Icicle Jr. en una pared. Luego es visto en el final del episodio relativamente ileso. En "Lo más oscuro", Icicle Jr. es enviado con Aqualad, Tigress, y los Mellizos Terror en una misión para atacar a Impulso y Escarabajo Azul. Consigue congelar a Escarabajo Azul hasta que él se libera. Cuando el escarabajo de Escarabajo Azul toma el control, se las arregla para derribar a Icicle hasta que Aqualad y Tigress someten a Escarabajo Azul. Icicle Jr. se une a Aqualad, Tigress, y los Mellizos Terror se retiran con Manta Negra.
- Una versión diferente de Icicle aparece en la quinta temporada de la serie de acción en vivo The Flash, interpretado por Kyle Secor. Esta versión es el Dr. Thomas Snow, el padre de Caitlin Snow. En la primera parte de la quinta temporada, Caitlin comienza a buscar a su padre, que supuestamente había muerto 20 años antes; Finalmente descubriendo que su certificado de defunción era falso. En el episodio "The Icicle Cometh", Flash, Caitlin y Cisco Ramon encuentran a Thomas, quien revela que su intento de encontrar una cura para su gen ALS de Caitlin y el resultado fue que ambos obtuvieron poderes de hielo, así como la aparición de Killer Frost. Sin embargo, afirma que (a diferencia de su hija) nunca desarrolló una personalidad dividida y, como resultado, está muriendo, con un suero basado en la D.N.A. de Caitlin. La única cura. Finalmente, se descubre que él desarrolló una personalidad alternativa, más tarde llamada "Icicle", que estuvo en control del cuerpo de Thomas todo el tiempo y que necesitaba el suero para matarse a su parte humana, tomando el control total la parte malvada metahumana. El plan de Icicle se frustra cuando Killer Frost reaparece y destruye el suero, obligándolo a huir. Más tarde, aparece "Icicle"para llevarse un dispositivo capaz de llenar la atmósfera de cualquier material que este dentro y secuestra a Caitlin y su madre para convertirlas permanentemente en sus propias personalidades frías; luego de que Caitlin logra escapar Flash logra salvar a la madre de Caitlin quien estaba a punto de transformarse, Icicle y Killer Frost batallan, Thomas gana el control de Icicle y se reconcilia con su hija, luego aparece Cicada 2 golpea a Flash y luego intentado matar a Killer Frost pero Thomas se coloca en su lugar y fallece diciendo sus últimas palabras "La Familia nunca debe abandonar a la familia"; Cicada 2 escapa y se lleva el Dispositivo.
- Tom Root con la voz de Icicle en Robot Chicken DC Comics Special.
- Una variación de Joar Mahkent llamado Jordan Mahkent aparece en la serie Stargirl de DC Universe, interpretado por Neil Jackson. Esta versión es el líder de la Sociedad de la Injusticia de América que perdió a su esposa Christine (interpretada por Amanda Lavasanni) debido a una enfermedad y es apoyado en su campaña por sus padres Sofus y Lily (interpretados por Jim Franco y Kay Galvan respectivamente), el último de los cuales también comparte los poderes de Jordan. En el episodio piloto, diez años antes de la serie, Icicle dirigió el ataque de la ISA a la sede de la Sociedad de la Justicia de América; matando a varios de sus miembros e hiriendo fatalmente a su líder Starman, él mismo. En los años posteriores, se estableció en Blue Valley como hombre de negocios en su identidad civil y se convirtió en el fundador del negocio de Blue Valley, The American Dream. En el episodio "S.T.R.I.P.E.", Icicle se reúne con el miembro de la ISA Steven Sharpe para discutir el ascenso del sucesor de Starman, Stargirl. En su episodio homónimo, Icicle se enfrenta a Stargirl y S.T.R.I.P.E. en una batalla, lo que conduce al asesinato del hijo del miembro de ISA, Mago. Cuando Mago lo confronta sobre lo que sucedió, Icicle lo congela. En el episodio "The Justice Society", Icicle se reúne con la ISA para determinar cómo manejar a Stargirl después de que comience a reconstruir la JSA. En el final de la primera temporada de dos partes, "Stars and S.T.R.I.P.E.", Icicle lidera a la ISA en la promulgación del "Proyecto: Nueva América", pero la JSA de Stargirl frustra sus planes. Después de sufrir daños mientras luchaba contra ella y S.T.R.I.P.E., Mike Dugan destroza a Icicle usando la camioneta de su padre. A pesar de esto, se revivió en secreto a sí mismo en forma líquida antes de finalmente reconstituirse a partir de la tercera temporada, aunque se ve obligado a concentrarse constantemente para mantener su forma física. Después de formar una alianza con Ultra-Humanidad y Dragon King y matar a Sportsmaster y Tigresa, Jordan se reúne con su familia y le dice a Stargirl que se ha reformado mientras sus cómplices paralizan su JSA. Mientras lucha contra los héroes, Lily muere atropellada por un automóvil que cae, mientras que Jordan es destrozado una vez más por Cameron. Tres meses después, Jordan se reconstituyó una vez más y huyó a Copenhague, pero la hija de Sportsmaster y Tigresa, Artemis Crock, lo encuentra y lo quema vivo.
  - Cameron Mahkent también aparece en la serie, interpretado por Hunter Sansone cuando era un adulto joven y Roger Dale Floyd cuando era niño. Esta versión es una estudiante de Blue Valley High School y compañera de clase de Stargirl que desarrolla crioquinesis al final de la primera temporada. En la tercera temporada, entabla una relación con Stargirl hasta que se entera de que ella participó en la aparente muerte de su padre. A pesar de esto, intenta reconciliarse con ella y finalmente se une a la JSA para derrotar a Icicle antes de irse con Sofus.

### Películas
- La versión de Cameron Mahkent también fue supuestamente presentada en el guion de David S. Goyer para el proyecto cinematográfico de Flecha Verde titulado "Super Max".[7]
- Icicle también aparece en Superman/Batman: Public Enemies con sus gruñidos hechos por Michael Gough. Él se une a otros supervillanos con temática de frío (principalmente Sr. Frío, Killer Frost y Capitán Frío) para obtener la recompensa de $1 millón en Superman. Después de una breve pelea con Batman todos ellos son derrotados por una explosión de la visión calórica de Superman.
- La versión de Joar Mahkent de Icicle aparece en Justice League: The Flashpoint Paradox.

### Videojuegos
- Cameron Mahkent aparece como un jefe en el videojuego Young Justice: Legacy, con Yuri Lowenthal retomando el papel. Cameron y Sportsmaster están asegurando un fragmento de una antigua estatua en Verhoyansk para La Luz. Sportsmaster le recrimina los problemas a Cameron con su padre para hacer que trabaje más eficientemente. Él y Sportsmaster son derrotados por el Equipo.